# Distretto di Aïn El Hadjar
Il distretto di Aïn El Hadjar è un distretto della provincia di Saida, in Algeria.

## Comuni
Il distretto di Aïn El Hadjar comprende 3 comuni:
- Aïn El Hadja
- Moulay Larbi
- Sidi Ahmed